# اچ‌ام‌ان‌زداس کیوی (تی۱۰۲)
اچ‌ام‌ان‌زداس کیوی (تی۱۰۲) (به انگلیسی: HMNZS Kiwi (T102)) یک کشتی است که طول آن ۱۶۸ فوت (۵۱ متر) می‌باشد.